# Taher Mohamed
Taher Mohamed Ahmed Taher Mohamed Mahmoud (in arabo طاهر محمد أحمد طاهر محمد محمود‎?; Il Cairo, 7 marzo 1997) è un calciatore egiziano, attaccante dell'Al-Ahly.

## Carriera

### Club
Muove i suoi primi passi nelle giovanili dell'Arab Contractors. Esordisce in prima squadra a 16 anni, il 6 gennaio 2014 contro l'Al-Ahly, subentrando allo scadere al posto di Mohamed Farouk.
Il 31 agosto 2016 passa in prestito con diritto di riscatto al Le Havre in Ligue 2, che lo aggrega alla formazione riserve. Il 9 luglio 2020 passa all'Al-Ahly, firmando un quinquennale.

### Nazionale
Mohamed è stato convocato dall'Egitto under 20 in vista della Coppa delle Nazioni Africane di categoria del 2017. Il 26 febbraio ha effettuato quindi il proprio esordio nella manifestazione, schierato titolare nel pareggio per 0-0 contro il Mali.

## Statistiche

### Presenze e reti nei club
Statistiche aggiornate al 26 giugno 2025.
| Stagione            | Squadra             | Campionato          | Campionato | Campionato | Coppe nazionali | Coppe nazionali | Coppe nazionali | Coppe continentali | Coppe continentali | Coppe continentali | Altre coppe  | Altre coppe | Altre coppe | Totale | Totale |
| Stagione            | Squadra             | Comp                | Pres       | Reti       | Comp            | Pres            | Reti            | Comp               | Pres               | Reti               | Comp         | Pres        | Reti        | Pres   | Reti   |
| ------------------- | ------------------- | ------------------- | ---------- | ---------- | --------------- | --------------- | --------------- | ------------------ | ------------------ | ------------------ | ------------ | ----------- | ----------- | ------ | ------ |
| 2013-2014           | Al-Mokawloon        | PL                  | 6          | 0          | CE              | 2               | 0               | -                  | -                  | -                  | -            | -           | -           | 8      | 0      |
| 2014-2015           | Al-Mokawloon        | PL                  | 15         | 2          | CE              | 2               | 0               | -                  | -                  | -                  | -            | -           | -           | 17     | 2      |
| 2015-2016           | Al-Mokawloon        | PL                  | 15         | 2          | CE              | 1               | 0               | -                  | -                  | -                  | -            | -           | -           | 16     | 2      |
| 2016-2017           | Le Havre 2          | CFA                 | 15         | 1          | -               | -               | -               | -                  | -                  | -                  | -            | -           | -           | 15     | 1      |
| 2017-2018           | Al-Mokawloon        | PL                  | 19         | 3          | CE              | 1               | 0               | -                  | -                  | -                  | -            | -           | -           | 20     | 3      |
| 2018-2019           | Al-Mokawloon        | PL                  | 17         | 3          | CE              | 2               | 0               | -                  | -                  | -                  | -            | -           | -           | 19     | 3      |
| 2019-2020           | Al-Mokawloon        | PL                  | 15         | 3          | CE              | 1               | 0               | -                  | -                  | -                  | -            | -           | -           | 16     | 3      |
| Totale Al-Mokawloon | Totale Al-Mokawloon | Totale Al-Mokawloon | 87         | 13         |                 | 9               | 0               |                    | -                  | -                  |              | -           | -           | 96     | 13     |
| 2020-2021           | Al-Ahly             | PL                  | 24         | 3          | CE+CE           | 2+3             | 0+1             | CCL                | 11                 | 3                  | SE+SA+Cmc    | 1+1+3       | 0           | 45     | 7      |
| 2021-2022           | Al-Ahly             | PL                  | 14         | 2          | CE+CdL          | 2+1             | 0               | CCL                | 12                 | 1                  | SE+SA+Cmc    | 1+1+3       | 0+1+0       | 33     | 4      |
| 2022-2023           | Al-Ahly             | PL                  | 19         | 3          | CE+CdL          | 4+0             | 0               | CCL                | 9                  | 0                  | SE+Cmc       | 1+4         | 0           | 37     | 3      |
| 2023-2024           | Al-Ahly             | PL                  | 17         | 2          | CE              | 1               | 0               | AFL+CCL            | 2+10               | 0                  | SE+SA+Cmc    | 2+1+3       | 0           | 36     | 2      |
| 2024-2025           | Al-Ahly             | PL                  | 3+7        | 2+2        | CE+CdL          | 0+0             | 0               | CCL                | 7                  | 2                  | SE+SA+CI+Cmc | 2+1+2+1     | 2+0+0+0     | 23     | 8      |
| Totale Al-Ahly      | Totale Al-Ahly      | Totale Al-Ahly      | 84         | 14         |                 | 13              | 1               |                    | 51                 | 6                  |              | 27          | 3           | 175    | 24     |
| Totale carriera     | Totale carriera     | Totale carriera     | 186        | 26         |                 | 22              | 1               |                    | 51                 | 6                  |              | 27          | 3           | 286    | 38     |

### Cronologia presenze e reti in nazionale
| Cronologia completa delle presenze e delle reti in nazionale ― Egitto | Cronologia completa delle presenze e delle reti in nazionale ― Egitto | Cronologia completa delle presenze e delle reti in nazionale ― Egitto | Cronologia completa delle presenze e delle reti in nazionale ― Egitto | Cronologia completa delle presenze e delle reti in nazionale ― Egitto | Cronologia completa delle presenze e delle reti in nazionale ― Egitto | Cronologia completa delle presenze e delle reti in nazionale ― Egitto | Cronologia completa delle presenze e delle reti in nazionale ― Egitto |
| Data                                                                  | Città                                                                 | In casa                                                               | Risultato                                                             | Ospiti                                                                | Competizione                                                          | Reti                                                                  | Note                                                                  |
| --------------------------------------------------------------------- | --------------------------------------------------------------------- | --------------------------------------------------------------------- | --------------------------------------------------------------------- | --------------------------------------------------------------------- | --------------------------------------------------------------------- | --------------------------------------------------------------------- | --------------------------------------------------------------------- |
| 16-11-2018                                                            | Alessandria d'Egitto                                                  | Egitto                                                                | 3 – 2                                                                 | Tunisia                                                               | Qual. Coppa d'Africa 2019                                             | -                                                                     | 86’                                                                   |
| 18-11-2022                                                            | Al Kuwait                                                             | Egitto                                                                | 2 – 1                                                                 | Belgio                                                                | Amichevole                                                            | -                                                                     | 88’                                                                   |
| 15-11-2024                                                            | Praia                                                                 | Capo Verde                                                            | 1 – 1                                                                 | Egitto                                                                | Qual. Coppa d'Africa 2025                                             | 1                                                                     |                                                                       |
| 19-11-2024                                                            | Il Cairo                                                              | Egitto                                                                | 1 – 1                                                                 | Botswana                                                              | Qual. Coppa d'Africa 2025                                             | -                                                                     | 68’                                                                   |
| Totale                                                                |                                                                       | Presenze                                                              | 4                                                                     |                                                                       | Reti                                                                  | 1                                                                     |                                                                       |

| Cronologia completa delle presenze e delle reti in nazionale ― Egitto olimpica | Cronologia completa delle presenze e delle reti in nazionale ― Egitto olimpica | Cronologia completa delle presenze e delle reti in nazionale ― Egitto olimpica | Cronologia completa delle presenze e delle reti in nazionale ― Egitto olimpica | Cronologia completa delle presenze e delle reti in nazionale ― Egitto olimpica | Cronologia completa delle presenze e delle reti in nazionale ― Egitto olimpica | Cronologia completa delle presenze e delle reti in nazionale ― Egitto olimpica | Cronologia completa delle presenze e delle reti in nazionale ― Egitto olimpica |
| Data                                                                           | Città                                                                          | In casa                                                                        | Risultato                                                                      | Ospiti                                                                         | Competizione                                                                   | Reti                                                                           | Note                                                                           |
| ------------------------------------------------------------------------------ | ------------------------------------------------------------------------------ | ------------------------------------------------------------------------------ | ------------------------------------------------------------------------------ | ------------------------------------------------------------------------------ | ------------------------------------------------------------------------------ | ------------------------------------------------------------------------------ | ------------------------------------------------------------------------------ |
| 22-7-2021                                                                      | Sapporo                                                                        | Egitto olimpica                                                                | 0 – 0                                                                          | Spagna olimpica                                                                | Olimpiadi 2020 - 1º turno                                                      | -                                                                              | 44’ 62’                                                                        |
| 25-7-2021                                                                      | Sapporo                                                                        | Egitto olimpica                                                                | 0 – 1                                                                          | Argentina olimpica                                                             | Olimpiadi 2020 - 1º turno                                                      | -                                                                              | 60’                                                                            |
| 28-7-2021                                                                      | Rifu                                                                           | Australia olimpica                                                             | 0 – 2                                                                          | Egitto olimpica                                                                | Olimpiadi 2020 - 1º turno                                                      | -                                                                              | 79’                                                                            |
| 31-7-2021                                                                      | Saitama                                                                        | Brasile olimpica                                                               | 1 – 0                                                                          | Egitto olimpica                                                                | Olimpiadi 2020 - Quarti di finale                                              | -                                                                              | 84’                                                                            |
| Totale                                                                         |                                                                                | Presenze                                                                       | 4                                                                              |                                                                                | Reti                                                                           | 0                                                                              |                                                                                |

## Palmarès

### Club

#### Competizioni nazionali
- Coppa d'Egitto: 3

Al-Ahly: 2019-2020, 2021-2022, 2022-2023
- Supercoppa d'Egitto: 4

Al-Ahly: 2021, 2022, 2023, 2024
- Campionato egiziano: 3

Al-Ahly: 2022-2023, 2023-2024, 2024-2025

#### Competizioni internazionali
- CAF Champions League: 3

Al-Ahly: 2020-2021, 2022-2023, 2023-2024
- Supercoppa CAF: 2

Al-Ahly: 2020, 2021
- Coppa Intercontinentale FIFA - Coppa Africa-Asia-Pacifico: 1

Al-Ahy: 2024